# Otto Heinrich Frank
Otto Frank (Fráncfort del Meno, 12 de mayo de 1889-Birsfelden, 19 de agosto de 1980) fue un empresario judío-alemán que después de la Segunda Guerra Mundial se convirtió en residente de los Países Bajos y Suiza, padre de Margot y Ana Frank, esposo de Edith Frank-Holländer y único superviviente de toda su familia durante el Holocausto.

## Biografía
Nacido en Fráncfort del Meno en una familia judía liberal, Otto Heinrich Frank fue el segundo hijo de Michael Frank y Alice Betty Stern. Su padre Michael dirigía un banco de negocios y procedía originalmente de la ciudad de Landau, mudándose a Fráncfort en 1879, contrayendo matrimonio con Alice Stern en 1886. Su hermano mayor era Robert Frank, y sus hermanos menores eran Herbert Frank y Helene (Leni) Frank. Otto era primo del diseñador de muebles Jean-Michel Frank y nieto de Zacharias Frank. Otto recibió lecciones de música, aprendió a montar a caballo y visitaba el teatro y la ópera regularmente. La familia Frank disfrutaba de un gran círculo de amigos y mantenía un hogar acogedor. Después de la escuela secundaria, Frank pasó algunos meses estudiando economía en Heidelberg de 1908 a 1909 y tuvo una experiencia laboral en los grandes almacenes Macy's en la ciudad de Nueva York gracias a un amigo universitario de su edad, Nathan Straus Jr. Sin embargo, después de partir a Nueva York, tuvo que regresar a casa brevemente después de que su padre murió en septiembre de 1909, antes de partir una vez más a los Estados Unidos, regresando a Alemania dos años más tarde en 1911. Se casó con Edith Holländer el 12 de mayo de 1925 en Aquisgrán, y su primera hija, Margot Frank, nació el 16 de febrero de 1926; tres años más tarde nació Anne Frank el 12 de junio de 1929.

## Primera Guerra Mundial
Frank sirvió en el Ejército Imperial Alemán durante la Primera Guerra Mundial. Tanto Otto como sus dos hermanos fueron llamados al servicio militar en agosto de 1915 y, después de entrenarse en un depósito en Maguncia, sirvió en una unidad de artillería en el Frente Occidental en la que la mayoría de los soldados eran matemáticos y topógrafos. Fue asignado a la infantería como telémetro en la Batalla del Somme en 1916. En 1917, fue ascendido en el campo a teniente y sirvió en la Batalla de Cambrai, llegando a recibir la condecoración de la Cruz de Hierro. Dos de sus primos franceses, Oscar y Georges, murieron en acción. Según fuentes, Otto regresó tarde a casa porque se le ordenó confiscar dos caballos de un granjero, reingresándoselos cuando la guerra terminó en derrota.

## Matrimonio e hijas
Frank trabajó en el banco que su padre dirigía inicialmente, que posteriormente él y sus hermanos asumieron hasta su colapso a principios de la década de 1930. Se casó con Edith Holländer —heredera de un negocio de chatarra y suministros industriales—, en su cumpleaños 36, el 12 de mayo de 1925, en la sinagoga de Aquisgrán, ciudad natal de Edith. Su hija mayor, Margot Frank (Margot Betti), nació el 16 de febrero de 1926, seguida de Ana (Annelies Marie), el 12 de junio de 1929. Edith murió de hambre y enfermedad en Auschwitz el 6 de enero de 1945. A finales de octubre de 1944, Margot y Anne fueron trasladadas de Auschwitz al campo de concentración de Bergen-Belsen, donde murieron de tifus.
En 1953, Frank se casó con Elfriede Geiringer, también sobreviviente del Holocausto, quien lo ayudó con la Fundación Ana Frank en Basilea, que lanzó una década después. La hija de Geiringer, Eva Schloss, es una sobreviviente del Holocausto, activista por la paz y oradora internacional.

## Segunda Guerra Mundial
A medida que el nazismo aumentaba en Alemania y los decretos antijudíos alentaban los ataques contra individuos y familias judías, Otto decidió evacuar a su familia. En agosto de 1933, se trasladaron a Aquisgrán, donde residía su suegra, en preparación para un posterior y último traslado a Ámsterdam en los Países Bajos. En el mismo año, su madre ya viuda, Alice, huyó a Suiza.
El cuñado de Otto, Erich Elias (esposo de su hermana menor Leni y padre de Buddy Elias) trabajaba en Basilea para Opekta, una compañía que vendía especias y pectina para su uso en la fabricación de mermelada. Originaria de Alemania, la compañía estaba buscando expandir sus operaciones en Europa, y Erich hizo arreglos para que Otto trabajara como agente de Opekta en Ámsterdam, lo que le permitió a Otto tener un ingreso para mantener a su familia. Otto y su familia vivían en Merwedeplein, en el moderno suburbio de Ámsterdam-Zuid, donde llegaron a conocer a muchas otras familias de emigrantes alemanes. En 1938, Otto Frank comenzó una segunda compañía, Pectacon, que era un mayorista de hierbas, sales de encurtido y especias mixtas, utilizadas en la producción de salchichas. Hermann van Pels —un carnicero judío que había huido de Osnabrück con su familia—  fue empleado por Pectacon como asesor sobre especias. En 1939, la madre de Edith Frank fue a vivir con los Frank y permaneció con ellos hasta su muerte en enero de 1942. Después de que Alemania invadiera los Países Bajos en mayo de 1940, Otto Frank fue obligado por los alemanes a renunciar a sus compañías. Otto hizo que sus negocios parecieran "arios" al transferir el control a sus empleados.
En 1938 y 1941, Frank intentó obtener visas para que su familia emigrara a los Estados Unidos o Cuba. Se le concedió una sola visa para sí mismo a Cuba el 1 de diciembre de 1941, pero no se sabe si alguna vez le llegó. Diez días después, cuando la Alemania nazi y la Italia fascista declararon la guerra a los Estados Unidos, la visa fue cancelada.
A la edad de 53 años, cuando comenzó la deportación sistemática de judíos de los Países Bajos en el verano de 1942, Otto Frank llevó a su familia a la clandestinidad el 6 de julio de 1942 en las habitaciones traseras superiores de las instalaciones de Opekta en prinsengracht, ocultos detrás de una estantería. El día anterior, su hija mayor, Margot, había recibido la citación por escrito para presentarse al llamado "deber laboral" en Alemania, y Otto inmediatamente decidió trasladar a la familia a un lugar seguro. A ellos se unieron una semana más tarde Hermann van Pels, (quien era conocido como Herman van Daan en el diario de Anne), su esposa, Auguste van Pels y su hijo, Peter van Pels. En noviembre, al grupo se unió Fritz Pfeffer, (conocido en el diario de Anne como Albert Dussel). Su ocultamiento fue ayudado por los colegas de Otto Frank, Johannes Kleiman, a quien conocía desde 1923, Miep Gies, Victor Kugler y Bep Voskuijl.
El grupo se escondió durante dos años, hasta su descubrimiento en agosto de 1944. No se sabe si un informante, o un descubrimiento casual por parte de las autoridades, terminó su período de refugio. El grupo, junto con Kugler y Kleiman, fueron arrestados por el oficial de las SS Karl Silberbauer. Después de ser encarcelados en Ámsterdam, los prisioneros judíos fueron enviados al campo de concentración holandés de Westerbork y finalmente a Auschwitz-Birkenau, donde en septiembre Frank fue separado de su esposa e hijas. Fue enviado al cuartel de hombres y residía en el cuartel de enfermos cuando el campo fue liberado por las tropas soviéticas el 27 de enero de 1945. Después de la liberación de Auschwitz, Otto Frank escribió a su madre en Suiza, donde había huido en 1933 cuando Hitler llegó al poder. Viajó de regreso a los Países Bajos durante los siguientes seis meses y buscó diligentemente a su familia y amigos. A finales de 1945, se dio cuenta de que era el único sobreviviente de los que se habían escondido en la casa en el Prinsengracht.

## Carta desde el vapor Monowai
Cuanto más nos acercamos a casa, mayor es nuestra impaciencia por saber de nuestros seres queridos. ¡Todo lo que ha pasado en los últimos años! Hasta nuestro arresto, no sé exactamente qué lo causó, incluso ahora, al menos todavía teníamos contacto entre nosotros. No sé qué ha pasado desde entonces. Kugler y Kleiman y especialmente Miep y su esposo y Bep Voskuil nos brindaron todo durante dos años completos, con una devoción y sacrificio incomparables y a pesar de todo peligro. Ni siquiera puedo empezar a describirlo. ¿Cómo voy a empezar a pagar todo lo que hicieron. Pero, ¿Qué ha pasado desde entonces? A ellos, a ti a Robert [el hermano de Otto]. ¿Estás en contacto con Julius y Walter? [Los hermanos de Edith Frank] Todas nuestras posesiones se han ido. No quedará ni un alfiler, los alemanes robaron todo. No queda ni una foto, carta o documento. Financieramente estuvimos bien en los últimos años, gané un buen dinero y lo ahorré. Ahora todo se ha ido. Pero no pienso en nada de eso. Hemos vivido demasiado como para preocuparnos por ese tipo de cosas. Sólo importan los niños, los niños. Espero tener noticias tuyas inmediatamente. Tal vez ya hayas escuchado noticias sobre las chicas.
— Carta enviada por Otto Frank a bordo del vapor Monowai el 15 de mayo de 1945 cuando regresaba a Ámsterdam.

## La vida de posguerra
Después de que se confirmara la muerte de Ana Frank en el verano de 1945, Miep Gies entregó su diario y sus papeles a Otto Frank, quien los rescató del escondite saqueado. Como escribió Miep Gies en su libro "Anne Frank Remembered", el Sr. Frank inmediatamente comenzó a leer los periódicos. Más tarde comenzó a transcribirlos para sus familiares en Suiza. Estaba convencido de que los escritos de Ana arrojaban luz sobre las experiencias de quienes sufrieron persecución bajo los nazis y se le instó a que considerara publicarlo. Mecanografió el diario en un solo manuscrito, eliminando secciones que consideraba demasiado personales para su familia o demasiado mundanas para ser de interés para el lector en general. El manuscrito fue leído por el historiador holandés Jan Romein, quien lo revisó el 3 de abril de 1946 para el periódico Het Parool. Esto atrajo el interés de Contact Publishing de Ámsterdam, que lo aceptó para su publicación en el verano de 1946. Otto Frank ahora es reconocido como coautor del diario.
El 25 de junio de 1947, se publicó la primera edición holandesa del diario con el título "Het Achterhuis" ("El anexo secreto"). Su éxito condujo a una traducción al inglés en 1952, que condujo a una dramatización teatral (1955) y, finalmente, a la película El diario de Ana Frank (1959), con el actor Joseph Schildkraut como Otto.

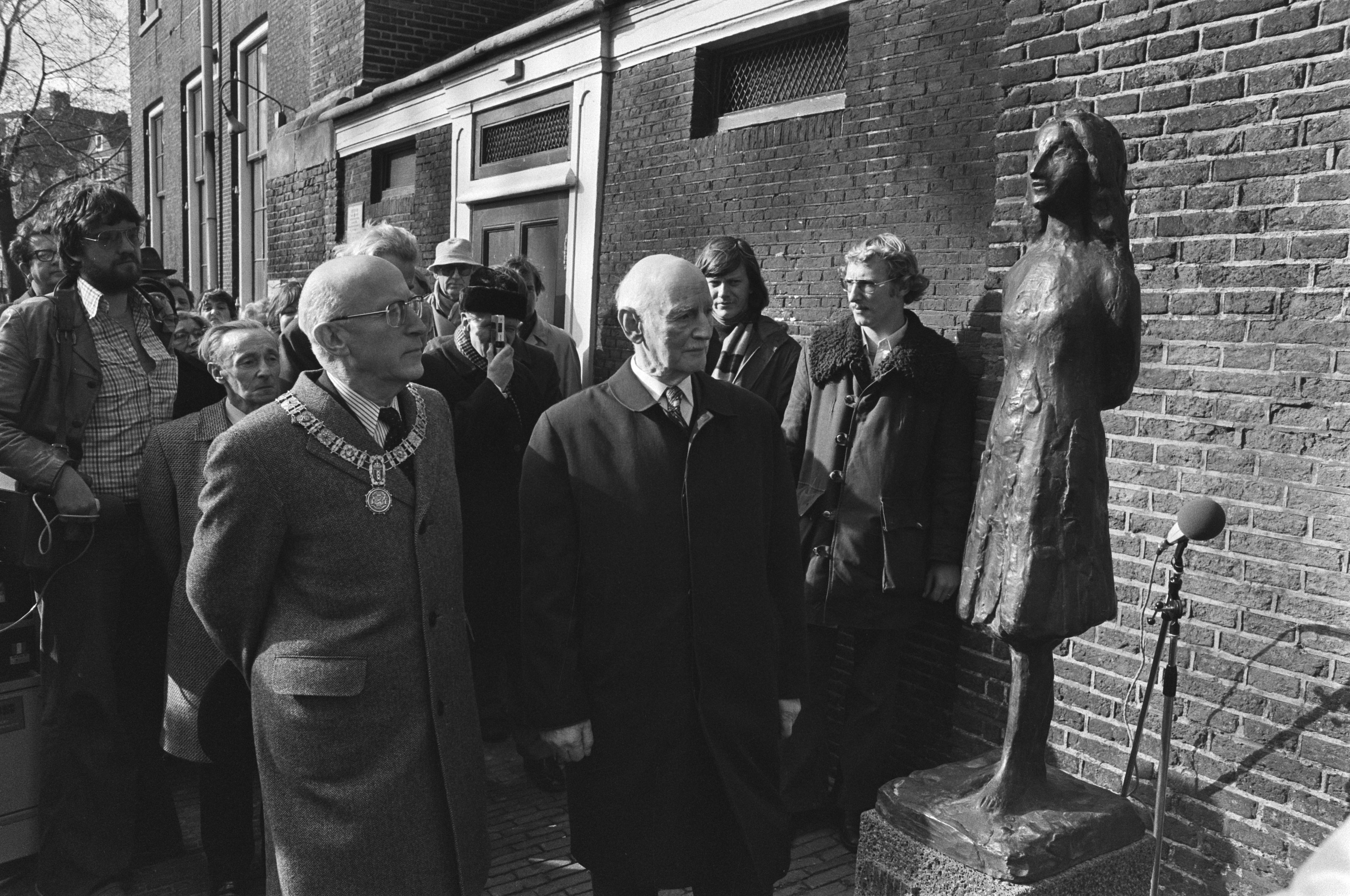
Otto Frank en la inauguración de la estatua de Ana Frank, Ámsterdam 1977.

Otto Frank se casó con Elfriede Geiringer (1905–1998) en Ámsterdam el 10 de noviembre de 1953, una ex vecina de Ámsterdam y compañera sobreviviente de Auschwitz, y la pareja se mudó a Basilea, Suiza, donde tenía familia, incluidos los hijos de parientes, con quienes compartía sus experiencias. En 1963, fundó en Basilea la Fundación Ana Frank (que no debe confundirse con la Fundación Ana Frank de Ámsterdam, véase más abajo), que se dedica a la distribución y uso mundial del Diario de Ana Frank. La organización sin fines de lucro utiliza los ingresos de los derechos de autor con fines benéficos, educación e investigación científica. Además, la Fundación en Basilea apoya proyectos en el campo de los derechos humanos, el racismo y los derechos y la promoción de la justicia social.
En respuesta a una orden de demolición del edificio en el que Otto Frank y su familia se escondieron durante la guerra, él y Johannes Kleiman ayudaron a establecer la Fundación Ana Frank en Ámsterdam el 3 de mayo de 1957, con el objetivo principal de salvar y restaurar el edificio para que se pudiera abrir al público en general. Con la ayuda de donaciones públicas, el edificio y el adyacente fueron adquiridos por la fundación con sede en Ámsterdam. Se inauguró como museo (la Casa de Ana Frank ) el 3 de mayo de 1960 y todavía está en funcionamiento.
El resto de su vida, Otto Frank se dedicó a la publicación del diario y de los ideales que en él había expresado a su hija. Otto Frank murió de cáncer de pulmón el 19 de agosto de 1980 en Birsfelden y sus cenizas fueron enterradas en el cementerio de la ciudad, donde también sería enterrada Elfriede, en la misma tumba, 18 años después. Le sobrevivieron su hijastra Eva Schloss, su hermana Helene Frank y sus dos hijos.
Otto Frank designó a la Fundación Ana Frank de Basilea como su único heredero y sucesor legal, lo que significa que los derechos de autor de todos los escritos de Ana Frank pertenecen a esta organización.